# Emakimono
Emakimono je naziv za svitke koji su predstavljali određenu priču, kako u vidu teksta, tako i slika. Emakimono ili emaki su ilustrovani ručni svici napravljeni od horizontalno povezanih komada papira, ili ponekad, svile, koji predstavljaju neku naraciju. Levi kraj papira prikačen je za drveni klip oko kojeg se svitak namotava. Drugi kraj emakija predstavlja naslovnicu, na čijoj poleđini je svitak ojačan fragmentom svile, koji čuva svitak kada nije u upotrebi. Svitak je dodatno povezan i svilenom vrpcom u obliku pletenice.

## Fizičke karakteristike
Emakimono se čita tako što se u desnoj ruci drži početni deo, naslovnica, a levom rukom se polako odmotava ostatak svitka. Obično se odmotava u delovima od po 30 cm pre nego što se pročitani deo ponovo namota u desnoj ruci. Emaki su obično 20-30 cm visoki i mogu biti do 20 m dugi.
Dok su se njihove dimenzije razlikovale od svitka do svitka, svi komadi papira u jednom svitku morali su biti iste veličine. To je veoma važno sa strane očuvanja i datiranja svitaka – ukoliko je neki segment  npr. viši od drugih, to može ukazivati na naknadno dodavanje tog dela u svitak ili prepravljanje istog.

## Sadržaj emakija
Priče koje kazuju emaki različitih su žanrova. To mogu biti narodne priče, ljubavne, religiozne, priče o bitkama i borbama i sl. Dužina, tj. prostor koji zauzimaju ilustracije zavise i od žanra priče - ljubavne priče obično su imale kraće ilustracije, dok su priče o borbama ili narodne priče imale duže ilustracije kako bi se pokazao veći broj značajnih likova, ili protok vremena. Bilo da su u pitanju ljubavne ili narodne priče, jedan element je uvek isti, a to je inercija nalevo koja se postiže odmotavanjem svitka, odlična za prikazivanje brzih, dinamičnih akcija i momenata dubokih osećanja. Emakiji su bili namenjeni za beleženje istorijskih događaja, širenje kulture i podučavanje moralnim vrednostima. Neke priče su bile ozbiljne, dok su druge ismevale ljudske navike i ponašanje.

## Istorijat
U Japanu emakimono počinje da se pravi u 10. veku nove ere, za vreme Hejan perioda. Ovaj stil kombinovanja slike i priče, inspirisan umetnošću kineske Tang dinastije, ima korene u budističkim sutrama, pravnim dokumentima i poeziji pisasanoj na štapićima bambusa. Emakije su pravili aristokrate na dvoru, kako muškarci, tako i žene.
Njihova popularnost počinje da opada sredinom 14. veka kada uspon ratnika slabi moć aristokratije. Dvorane koji su crtali emakije tada zamenjuju profesionalni slikari, koji su se uglavnom bavili religijskim temama i za vreme 15. i 16. veka emakiji su se uglavnom razvijali u tom pravcu, s manje umetničke vitalnosti. S pojavom ilustoravne knjige u Japanu u 16. veku izrada emakija naglo opada.

## Stilovi
Iako su originalno nastali u Kini i tamo se proizvodili, tek u Japanu su dobili svoj poptuni izraz i dostigli najviši stepen razvoja. Postoje dva glavna stila ovih svitaka – otoko-e, muške ilustracije, slike i onna-e, ženske slike. Oni vode poreklo iz zabava gde su se crtale slike i slikarskih takmičenja, gde se otoko-e stil brzih skica pokazao kao prilično grub. Međutim, kasnije otoko-e stil prerasta u naziv za monohromne, svetlo bojene slike koje su se oslanjale na kinesku kaligrafsku liniju sada u ulozi crteža, vizuelnog. Onna-e se javio kao reakcija na ovaj stil i on se koristi više jamato-e stilom slikanja, gde se boja nadograđuje, čega je odličan primer emaki verzija "Priče o Gendžiju".

## Datiranje emakija
Malo toga se zna o nastanku mnogih svitaka i obično ne postoje izvesni i uverljivi  dokazi o autorima. Veoma je teško utvrditi i vreme nastanka emakija. Jedan od načina je utvrđivanje internih, unutrašnjih naznaka – stil opisanih odela i odeće, arhitektonski detalji imperijalne palate i poznatih budističkih hramova. Drugi način datiranja je proučavanje kaligrafskog stila kojim su napisani emakiji. Takođe, neretko je spominjanje, citiranje ili parafraziranje delova iz pročlih emakija, pa prema tome u kojem svitku se kasnije spominju, može se utvrditi najkasnije moguće vreme nastanka datog emakija.

## Spoljašnje veze
- "Emakimono" - onlajn eksponat na sajtu Google Arts and Culture
- JAANUS, rečnik izraza vezanih za japansku arhitekturu i umetnost